# Ипполит Матвеевич
Ипполи́т Матве́евич Воробья́нинов (1875, Старгородский уезд — после 1928), по прозвищу Ки́са — персонаж романа «Двенадцать стульев» (1928) и рассказа «Прошлое регистратора ЗАГСа» (1929) Ильи Ильфа и Евгения Петрова.
Остап Бендер о нём: «Кто, по-вашему, этот мощный старик? Не говорите, вы не можете этого знать. Это — гигант мысли, отец русской демократии и особа, приближенная к императору».

## Образ
Биография И. М. Воробьянинова до 1913 года описывается в рассказе «Прошлое регистратора ЗАГСа» (1929), который является неизданной главой из романа «Двенадцать стульев».
Был женат, овдовел, прокутил состояние своей жены. После революции 1917 года, лишённый положения помещика и уездного предводителя дворянства, И. М. Воробьянинов перебрался в уездный город N. В этом маленьком провинциальном городке работал в ЗАГСе, где управлял столом регистрации смертей и браков. Жил вместе с тёщей, Клавдией Ивановной Петуховой.
Перед смертью тёща призналась Ипполиту Матвеевичу в том, что спрятала свои фамильные драгоценности в одном из двенадцати стульев гарнитура работы мастера Гамбса. Поиски сокровища и составляют сюжет романа «12 стульев». На момент событий ему было 52 года (однако во время флирта с девушкой сказал, что ему 38).
На второй день после встречи с Остапом Бендером, Воробьянинов получил от него профсоюзную книжку «члена союза совторгслужащих». Отныне формально он действует в романе, по аттестации Остапа, как «Конрад Карлович Михельсон, сорока восьми лет, холост, член союза с тысяча девятьсот двадцать первого года, в высшей степени нравственная личность, мой хороший знакомый, кажется, друг детей…». (По данным «Вестника Народного Комиссариата по продовольствию» за 1918 г., Конрад Карлович и Карл Карлович Михельсон приехали из Прибалтики и, будучи оптантами, приняли гражданство РСФСР). Иногда компаньон именует его «либер фатер Конрад Карлович», «гражданин Михельсон».
После переезда концессионеров в Москву между ними произошел разговор:

— Послушайте, — сказал вдруг великий комбинатор, — как вас звали в детстве?

— А зачем вам?

— Да так! Не знаю; как вас называть. Воробьяниновым звать вас надоело, а Ипполитом Матвеевичем слишком кисло. Как же вас звали? Ипа?

— Киса, — ответил Ипполит Матвеевич, усмехаясь.

— Конгениально!

Детское прозвище Ипполита, Киса, очень понравилось Остапу Бендеру. Компаньон частенько звал его так, хотя не скупился и на другие фамильярные прозвища, вроде «фельдмаршал», «уездный предводитель команчей» и тому подобные.
О судьбе Ипполита Матвеевича после событий романа «12 стульев» (1928) нет никаких данных. Он лишь один раз мельком упоминается Остапом Бендером в романе-продолжении «Золотой телёнок»:
Был такой взбалмошный старик, из хорошей семьи, бывший предводитель дворянства, он же регистратор загса, Киса Воробьянинов. Мы с ним на паях искали счастья на сумму в сто пятьдесят тысяч рублей.

## Внешность и привычки

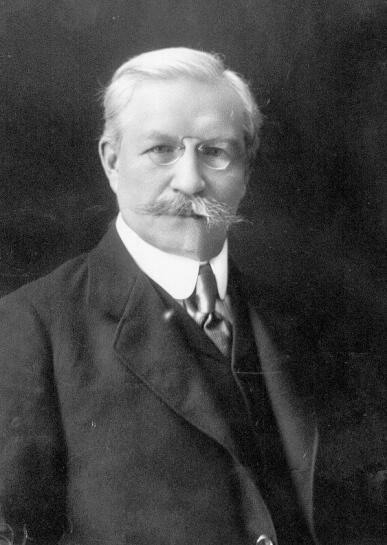
Павел Милюков, на которого был очень похож Ипполит Матвеевич

В начале романа «12 стульев» Ипполит Матвеевич описывается как высокий (185 см) седой старик (ему 52 года), носящий ухоженные усы. В очках Воробьянинов очень похож на Милюкова, а потому вместо очков вынужден носить пенсне.[значимость факта?]
Отправляясь на поиски сокровищ, Ипполит Матвеевич красит волосы в «радикальный чёрный цвет», но после умывания на следующий же день его волосы становятся зелёными и ему приходится побриться наголо и сбрить усы.

Вытираться было приятно, но, отняв от лица полотенце, Ипполит Матвеевич увидел, что оно испачкано тем радикально чёрным цветом, которым с позавчерашнего дня были окрашены его горизонтальные усы. Сердце Ипполита Матвеевича потухло. Он бросился к своему карманному зеркальцу. В зеркальце отразились большой нос и зелёный, как молодая травка, левый ус. Ипполит Матвеевич поспешно передвинул зеркальце направо. Правый ус был того же омерзительного цвета. Нагнув голову, словно желая забодать зеркальце, несчастный увидел, что радикальный чёрный цвет ещё господствовал в центре каре, но по краям был обсажен тою же травянистой каймой.
Из привычек Ипполита Матвеевича известно его обыкновение произносить по утрам «бонжур» (то есть фр. bonjour) если он «проснулся в добром расположении», или «гут морген» (нем. guten Morgen) если «печень пошаливает, 52 года — не шутка и погода нынче сырая».
Ипполиту Матвеевичу, как бывшему дворянину, присущи такие черты характера, как гордость и высокомерие, сочетающиеся при этом с абсолютной бытовой беспомощностью и глупостью. В конечном итоге, именно глупость Воробьянинова (когда по его вине сорвалась покупка стульев на аукционе) сыграла ключевую роль в том, что поиски сокровищ потерпели неудачу.

## Прошлая жизнь

Памятник Кисе Воробьянинову в парке «Цветник» в Пятигорске

Памятник Кисе Воробьянинову в Харькове.

В рассказе «Прошлое регистратора загса», напечатанном через год (1929) после публикации первоначальной версии романа Двенадцать стульев, приведены подробности из прошлой жизни Ипполита Матвеевича Воробьянинова. Этот рассказ представляет собой отдельное повествование, с совершенно другим образом Ипполита Матвеевича. Здесь герой представлен как гуляка-авантюрист. Если считать информацию из этого рассказа состоятельной, то «Ипполит Матвеевич Воробьянинов родился в 1875 году в Старгородском уезде в поместье своего отца Матвея Александровича, страстного любителя голубей». То есть на момент главного действия романа ему было 52 года.
До 1917 года
Ярким событием из прошлого Ипполита Матвеевича явился скандальный роман с женой окружного прокурора Еленой Станиславовной Боур, закончившийся отъездом обоих в Париж.
В 1911 году Воробьянинов женился на дочери соседа — состоятельного помещика Петухова. Произошло это после того, как отъявленный холостяк, наехав как-то в имение, увидел, что дела его пошатнулись и что без выгодной женитьбы поправить их невозможно…

— Ну, как твой скелетик? — нежно спрашивала Елена Станиславовна, у которой Ипполит Матвеевич после женитьбы стал бывать чаще прежнего…

Реконструкция марок Старгородского земства с изображением Кутузова, выпущенных И. Воробьяниновым в 1912 году

В 1912 году, будучи предводителем дворянства, слыл заядлым филателистом и увлёкся коллекционированием земских марок, пытаясь перегнать английского коллекционера из Глазго, мистера Энфильда.
Узаконив в земстве выпуск марки Старгородской земской почты в количестве двух экземпляров, он собственноручно разбил клише, а на нижайшую просьбу знаменитого английского коллекционера продать ему одну марку за любые деньги написал весьма невежливый ответ латинскими буквами: «Накося выкуси!».
На масленицу 1913 года в Старгороде произошло событие, возмутившее передовые слои местного общества… В момент наивысшей радости раздались громкие голоса… В залу вошел известный мот и бонвиван, уездный предводитель дворянства Ипполит Матвеевич Воробьянинов, ведя под руки двух совершенно голых дам. Позади шел околоточный надзиратель в шинели и белых перчатках, держа под мышкой разноцветные бебехи, составлявшие, по-видимому, наряды разоблачившихся спутниц Ипполита Матвеевича.
Был 1913 год. Двадцатый век расцветал…

Ипполит Матвеевич, сидя на балконе, видел в своем воображении мелкую рябь остендского взморья, графитные кровли Парижа, темный лак и сияние медных кнопок международных вагонов, но не воображал себе Ипполит Матвеевич (а если бы и воображал, то всё равно не понял бы) хлебных очередей, замерзшей постели, масляного каганца, сыпно-тифозного бреда и лозунга «Сделал своё дело — и уходи» в канцелярии загса уездного города N.

Не знал Ипполит Матвеевич… и того, что через четырнадцать лет ещё крепким мужчиной он вернётся назад в Старгород и снова войдёт в те самые ворота, над которыми он сейчас сидит, войдёт чужим человеком, чтобы искать клад своей тёщи, сдуру запрятанный ею в гамбсовский стул, на котором ему так удобно сейчас сидеть…
После 1917 года
Изгнанный из собственного дома в 1918 году, лишенный привычного образа жизни, Ипполит Матвеевич принял участь советского служащего со смиренным достоинством. Когда же перед ним в 1927 году вдруг замаячил шанс вернуть прежнюю роскошную жизнь, он бросился на поиски своих сокровищ, будучи совершенно неприспособленным к этому.
Описанный образ повесы никак не вяжется с блеклым законопослушным обывателем, в которого превратился Ипполит Матвеевич после революции. В романе «предводитель дворянства» представлен жалкой фигурой из прошлого, которой не место в новой жизни.
Ипполит Матвеевич мигом преобразился. Грудь его выгнулась, как Дворцовый мост в Ленинграде, глаза метнули огонь, и из ноздрей, как показалось Остапу, повалил густой дым. Усы медленно стали приподниматься…

— Никогда, — принялся вдруг чревовещать Ипполит Матвеевич, — никогда Воробьянинов не протягивал руки.

— Так протянете ноги, старый дуралей! — закричал Остап.
Он страдает (по словам Остапа) «организационным бессилием и бледной немочью», подвергается унижениям, опускается до попрошайничества, воровства, и, наконец, становится убийцей. Уже в конце романа Киса узнает, что все усилия по поиску сокровищ были тщетны и сокровища которые он так долго искал, конфискованы. Обезумев от горя, он совершает самоубийство, бросаясь вниз с мостовой.
При таком рассмотрении образ Воробьянинова предстаёт скорее трагическим, чем, вопреки замыслу авторов, сатирическим.
26 сентября 2008 года памятник Кисе Воробьянинову был установлен в Пятигорске у входа в парк «Цветник», а 9 августа 2009 года — в Одессе.

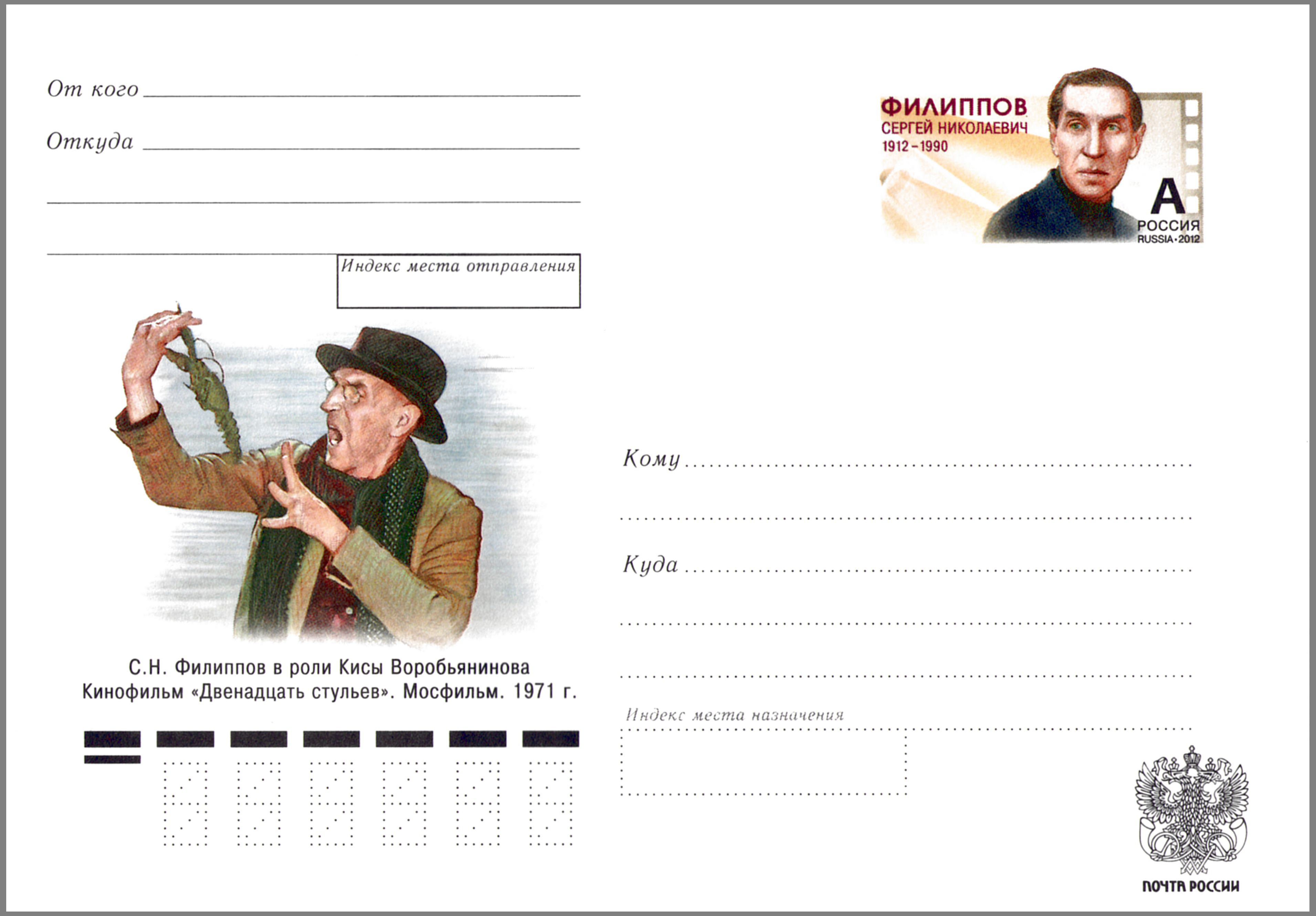
Ипполит Матвеевич на почтовом конверте: актёр Сергей Филиппов в роли Воробьянинова. Конверт с оригинальной маркой, Россия, 2012 г.,

## В театре и кино
- Телеспектакль «Двенадцать стульев» 1966. Реж. Александр Белинский. В ролях: Игорь Горбачёв — Остап Бендер, Николай Боярский — Киса Воробьянинов.
- Фильм «Двенадцать стульев» 1970, США. Реж. Мел Брукс. В ролях: Франк Ланджелла — Остап Бендер, Рон Муди — Киса Воробьянинов.
- Фильм «Двенадцать стульев» 1971. Реж. Леонид Гайдай. В ролях: Арчил Гомиашвили — Остап Бендер, Сергей Филиппов — Киса Воробьянинов.
- Фильм-мюзикл «Двенадцать стульев» 1976. Реж. Марк Захаров. В ролях: Андрей Миронов — Остап Бендер, Анатолий Папанов — Киса Воробьянинов.
- Фильм «Комедия давно минувших дней» 1980. Реж. Юрий Кушнерёв. В ролях: Арчил Гомиашвили — Остап Бендер, Сергей Филиппов — Киса Воробьянинов.
- Фильм-мюзикл «Двенадцать стульев» 2005. Реж. Максим Паперник. В ролях: Николай Фоменко — Остап Бендер, Илья Олейников — Киса Воробьянинов.
- Мюзикл «Двенадцать стульев» (музыкальный спектакль, 2003). Режиссёр — Тигран Кеосаян, композитор — И. Зубков, автор либретто — А. Вулых. В ролях: Джемал Тетруашвили — Остап Бендер, Игорь Балалаев — Ипполит Матвеевич.
- Спектакль «Киса» 2020[источник не указан 614 дней]. Реж. Семен Серзин, театр «Приют комедианта» . В роли Кисы Воробъянинова Евгений Перевалов.
- Фильм «Двенадцать стульев» 2021. Реж. Фёдор Стуков. В ролях: Сергей Безруков — Остап Бендер, Михаил Боярский — Киса Воробьянинов.